# Protoplectron striatellum
Protoplectron striatellum is een insect uit de familie van de mierenleeuwen (Myrmeleontidae), die tot de orde netvleugeligen (Neuroptera) behoort. 
Protoplectron striatellum is voor het eerst wetenschappelijk beschreven door Esben-Petersen in 1917.